# Who Wants to Be a Millionaire?
Who Wants to Be a Millionaire (Ai muốn trở thành triệu phú?, viết tắt là WWTBAM, đôi khi còn được gọi với cái tên Millionaire, ở Việt Nam chương trình được biết tới với tên gọi Ai Là Triệu Phú) là tên quốc tế của một chương trình trò chơi truyền hình được nhiều quốc gia mua bản quyền sản xuất và phát sóng. Có nguồn gốc từ Anh, chương trình được sáng lập bởi David Briggs, Mike Whitehill và Steven Knight. Bản quyền của chương trình hiện nay được cấp phép và sở hữu bởi Sony Pictures Television. Về cơ bản, đây là một chương trình truyền hình đố vui trên truyền hình. Giải thưởng cao nhất (trong phiên bản Anh) là một tấm séc có trị giá 1,000,000 bảng Anh. Hầu hết các phiên bản của chương trình này trên thế giới có giải thưởng cao nhất là tấm séc trị giá 1,000,000 đơn vị tiền tệ ở quốc gia tương ứng. Giá trị giải thưởng có thể cao hoặc thấp hơn con số 1,000,000; phụ thuộc vào tỉ giá đơn vị tiền tệ tương ứng và điều kiện về tiền tệ của mỗi quốc gia.
Phiên bản đầu tiên của chương trình được phát sóng trên kênh ITV với Chris Tarrant là dẫn chương trình từ 4/9/1998 đến ngày 11/02/2014. Năm 2018, chương trình trở lại với người dẫn chương trình Jeremy Clarkson.
Đã có 160 quốc gia mua bản quyền của chương trình này và phát sóng phiên bản riêng, với luật chơi và đồ họa tương tự phiên bản gốc.

## Luật chơi

### Phiên bản gốc
Những người chơi trong chương trình trước tiên sẽ phải tham gia một vòng tuyển chọn gọi là Fastest Finger First (Bấm bàn phím nhanh).
Lúc đầu, 10 người chơi sẽ tham gia trả lời một câu hỏi nhanh để xác định người chơi chính cho chương trình (tùy từng phiên bản sẽ chỉ có 8, 6, 5 hoặc 4 ứng viên). Người chơi sẽ được hỗ trợ trả lời bằng hệ thống máy tính, ở đó một câu hỏi với 4 phương án A, B, C, D từ người dẫn chương trình (MC). Sau khi MC đọc xong câu hỏi, các ứng viên sẽ sắp xếp các phương án theo một thứ tự nhất định được quy định trong câu hỏi (tại Anh năm 1998, Úc trước năm 2003 và phiên bản ghế nóng là các ứng viên trả lời một câu hỏi trắc nghiệm có bốn phương án trả lời và chỉ có 1 phương án đúng, điều này cũng có ở một số phiên bản khác) trong thời gian nhanh nhất. Sau khi hết thời gian, máy tính cùng với người dẫn chương trình sẽ kiểm tra kết quả đúng và người đưa ra trả lời đúng các phương án trong thời gian nhanh nhất sẽ trở thành người chơi chính (NCC) ngồi trên "ghế nóng" đối diện ghế ngồi của MC ở giữa sân khấu. Nếu có trên hai người trả lời đúng trong khoảng thời gian ngắn hoặc không ai trả lời đúng thì sẽ có một câu hỏi khác được đưa ra cho họ, khi đó ai trả lời đúng và nhanh nhất sẽ được lên ghế nóng. Phương thức chơi chủ yếu là bấm các nút tương ứng với các phương án trả lời bằng hệ thống máy tính (sau này là màn hình cảm hứng).
Người chơi sau khi được chọn sẽ trả lời các câu hỏi từ dễ đến khó do chương trình đưa ra với thời gian suy nghĩ không hạn chế. Thông thường có 15 câu hỏi được đưa ra dưới dạng trắc nghiệm với bốn phương án A, B, C, D, trong đó chỉ có một phương án đúng. Trả lời đúng NCC sẽ nhận được số tiền thưởng tương ứng với câu hỏi. Khi đã có câu trả lời, MC sẽ hỏi đó có phải là "đáp án cuối cùng" hay không. Nếu NCC đồng ý, câu trả lời sẽ được chọn và họ không thể thay đổi sau đó. Thông thường MC chỉ hỏi ở những câu mà NCC mất nhiều thời gian để trả lời. Còn lại, NCC sẽ tự nói "Tôi chọn phương án... là câu trả lời cuối cùng của tôi" hay các câu tương tự, miễn là có cụm từ "câu trả lời cuối cùng".
Thang tiền thưởng gồm 3 "mốc quan trọng" là câu số 5, số 10 và số 15 (mốc "TRIỆU PHÚ"). Khi vượt qua các mốc này, NCC chắc chắn có được số tiền thưởng tương ứng của các câu hỏi đó. Kể từ câu thứ 10, khi trả lời đúng một câu, MC sẽ ký một tấm séc có số tiền tương ứng với số tiền của câu vừa trả lời đúng
Thang tiền thưởng trong phiên bản Anh như sau:
1. £ 100
2. £ 200
3. £ 300
4. £ 500
5. £ 1,000 (Mốc quan trọng thứ nhất)
6. £ 2,000
7. £ 4,000
8. £ 8,000
9. £ 16,000
10. £ 32,000 (Mốc quan trọng thứ hai)
11. £ 64,000
12. £ 125,000
13. £ 250,000
14. £ 500,000
15. £ 1,000,000 (Mốc "TRIỆU PHÚ")

Người chơi có quyền chơi tiếp (nếu tìm được câu trả lời) hoặc dừng chơi (nếu không chắc chắn). Nếu như dừng chơi, trò chơi kết thúc và họ sẽ nhận số tiền tương ứng với câu hỏi đã trả lời đúng gần nhất. Nếu chơi tiếp mà trả lời sai, cuộc chơi kết thúc và người chơi sẽ nhận số tiền tương ứng với số tiền của mốc quan trọng gần nhất. Nếu trả lời sai khi chưa qua câu 5, người chơi sẽ ra về mà không có tiền thưởng. Tuy nhiên, năm câu hỏi đầu tiên luôn là những câu hỏi dễ, nên việc người chơi ra về tay trắng là điều rất ít khi xảy ra.
Nếu trả lời đúng cả 15 câu hỏi của chương trình, người chơi sẽ trở thành "triệu phú", nhận được tấm séc với trị giá giải thưởng tương ứng với câu thứ 15. Đây cũng là một trường hợp rất hiếm gặp tại các phiên bản của một số quốc gia và được xem là chất xúc tác khiến chương trình ngày càng được yêu thích.
Sau khi người chơi trước đã hoàn thành phần chơi của mình và nhận phần thưởng ra về, nếu thời gian vẫn còn, các ứng viên còn lại sẽ tiếp tục tham gia trả lời một câu hỏi nhanh khác cho đến khi hết thời lượng. Trong trường hợp người chơi chính chưa hoàn thành xong lượt chơi của mình mà tín hiệu thông báo thời lượng phát sóng của chương trình đã hết thì họ sẽ được tiếp tục lượt chơi của mình trong số tiếp theo.

### Các phiên bản khác

#### Biến thể của phiên bản gốc
Tại Mỹ, phần Bấm bàn phím nhanh không diễn ra do thời lượng phát sóng chỉ là 45 phút. Vì thế, sẽ có một vòng loại diễn ra trước buổi ghi hình để chọn ra thứ tự trở thành người chơi trong buổi ghi hình phát sóng chính thức và sau đó, những người chơi sẽ chơi theo luật "Xếp hàng" tức là người dẫn chương trình (MC) sẽ gọi từng người chơi vào trường quay theo mỗi lượt chơi, khi người chơi trước chơi xong thì người dẫn chương trình (MC) sẽ gọi người chơi tiếp theo vào, cứ lần lượt như vậy cho đến khi hết thời lượng chương trình. Tuy vậy, phần chơi này vẫn xuất hiện trở lại trong các chương trình đặc biệt như phiên bản Super Millionaire (Siêu triệu phú) với trị giá giải thưởng cao nhất lên đến 10,000,000 đô la Mỹ hay phiên bản kỉ niệm 10 năm phát sóng vào năm 2009. Sau Mỹ, thay đổi luật chơi như loại bỏ vòng thi này cũng xảy ra ở nhiều quốc gia sau này, bao gồm cả Anh, Nga, Hà Lan, Costa Rica, Úc. Trước khi phần chơi này được đưa trở lại ở mùa phát sóng mới. Ở một số nước, thường bỏ phần chơi này trong các chương trình đặc biệt. Người chơi trong các chương trình này chủ yếu là người của công chúng.
Từ ngày 18/08/2007, phiên bản tại Anh có sự thay đổi về luật chơi. Số câu hỏi từ 15 giảm xuống còn 12, giải thưởng cao nhất không đổi.
Thang tiền thưởng cụ thể như sau:
1. £ 500
2. £ 1,000 (Mốc quan trọng thứ nhất)
3. £ 2,000
4. £ 5,000
5. £ 10,000
6. £ 20,000
7. £ 50,000 (Mốc quan trọng thứ hai)
8. £ 80,000
9. £ 150,000
10. £ 250,000
11. £ 500,000
12. £ 1,000,000 (Mốc "TRIỆU PHÚ")

Một số quốc gia khác sau Anh cũng áp dụng luật mới này, do nhận thấy cơ hội trở thành "triệu phú" của người chơi cao hơn như Ả Rập, Bỉ, Hà Lan, Pháp, Ba Lan, Tây Ban Nha và Thổ Nhĩ Kỳ.
Từ 14/09/2015 (mùa 14), phiên bản Mỹ ra mắt luật chơi mới (Original Format with 14 questions - phiên bản "bán truyền thống") tương tự như format gốc, chỉ khác là NCC sẽ trả lời 14 câu hỏi. Trả lời đúng tất cả các câu hỏi, NCC sẽ thắng toàn bộ trò chơi và sẽ ra về với số tiền tối đa $ 1,000,000.
Thang tiền thưởng cụ thể như sau (từ câu 1 – 14):
1. $ 500
2. $ 1,000
3. $ 2,000
4. $ 3,000
5. $ 5,000 (Mốc quan trọng thứ nhất)
6. $ 7,000
7. $ 10,000
8. $ 20,000
9. $ 40,000
10. $ 75,000 (Mốc quan trọng thứ hai)
11. $ 150,000
12. $ 275,000
13. $ 500,000
14. $ 1,000,000 (Mốc "TRIỆU PHÚ")

Từ nửa cuối năm 2018, phiên bản Anh khôi phục format truyền thống (có Bấm bàn phím nhanh và định dạng 15 câu hỏi) nhưng với một số thay đổi:
- Phần Bấm bàn phím nhanh lúc đầu có sáu người tham gia;
- Mốc quan trọng thứ hai có thể thay đổi từ câu 6 đến 14 tùy người chơi.

Phiên bản này cũng được sử dụng ở Ý cùng năm đó và Tây Ban Nha vào năm 2020.
Năm 2020, phiên bản Hoa Kỳ áp dụng trở lại phiên bản truyền thống (được áp dụng từ 2002 đến 2008), nhưng vẫn dùng trợ giúp "Plus One" với một số thay đổi (xem ở dưới).

#### Risk Format - phiên bản Cược
Trong năm 2007, phiên bản Đức cũng có sự thay đổi luật chơi. Theo đó, người chơi trước khi tham gia sẽ được MC hỏi về sự lựa chọn cách chơi: cách chơi truyền thống như trước đây hoặc cách chơi cược. Ở cách chơi này, mốc 10 không phải mốc quan trọng (nghĩa là nếu trả lời sai một câu hỏi nào đó từ 6 - 15, người chơi sẽ ra về với số tiền thưởng ở mốc 5), nhưng bù lại họ sẽ có thêm một quyền trợ giúp. Nhiều phiên bản phát sóng ở các quốc gia khác cũng áp dụng luật chơi mới này hoặc thay đổi phiên bản mới chỉ áp dụng cách chơi Cược như Áo, Cộng hòa Séc, Hungary, Philippines, Ba Lan, Nga, Thụy Sĩ và Venezuela với ít thay đổi nhỏ. Một số phiên bản khác của chương trình còn áp dụng định dạng Rủi ro cực cao, tức là chương trình sẽ vô hiệu hóa 2 mốc quan trọng của chương trình, người chơi phải tự đặt mốc quan trọng an toàn cho mình, nếu người chơi trả lời sai trước mốc quan trọng đó, người chơi sẽ không có tiền thưởng mang về.

#### Hot Seat Format - phiên bản Ghế nóng
Từ ngày 15/12/2008, phiên bản tại Ý ra mắt luật chơi mới, cho phép toàn bộ 6 thí sinh trên sân khấu được trở thành NCC. NCC này có một đặc quyền được "Chuyển" quyền suy nghĩ và trả lời câu hỏi này cho NCC tiếp theo. NCC bị giới hạn thời gian suy nghĩ trả lời (15 giây cho 5 câu đầu, 30 giây cho 5 câu tiếp theo, và 45 giây cho 5 câu cuối). Người chơi sẽ không được phép dừng cuộc chơi. Đồng thời, nếu như NCC trước đã chọn đặc quyền "Chuyển", thì NCC sau đó không được dùng quyền đó nữa, chỉ khi trả lời đúng câu hỏi đó thì quyền "Chuyển" của người này mới được phục hồi. Nếu NCC trả lời sai câu hỏi đó, người đó sẽ bị loại và số câu hỏi tối đa quy định cùng với mốc tiền thưởng sẽ bị giảm xuống 1 câu (1 bậc tiền thưởng)/người. Trò chơi kết thúc khi toàn bộ số NCC bị loại, hay một NCC trả lời đúng câu hỏi cuối cùng. Tùy thuộc vào số câu hỏi, NCC sẽ nhận được giá trị tiền thưởng với câu hỏi được quy định là câu hỏi cuối cùng (không nhất thiết phải là câu 15); nếu NCC trả lời sai câu cuối cùng, họ sẽ nhận được tiền thưởng tương ứng với câu thứ 5. Những NCC bị loại hoặc một NCC cuối cùng còn ở lại cũng sẽ nhận được số tiền này nếu họ hoặc người khác đã trả lời đúng câu 5 và nhưng nếu trả lời đúng câu cuối cùng NCC sẽ được nhận phần thưởng ở câu cuối cùng (không nhất thiết phải là câu 15).
Phiên bản này đã được một số quốc gia mua bản quyền và phát sóng từ năm 2009 đến 2012 như Na Uy, Hungary, Việt Nam, Indonesia, Úc, Chile và Tây Ban Nha.
Từ năm 2017, phiên bản Úc thay đổi toàn bộ luật chơi, theo đó chương trình sẽ được chia làm hai vòng Bấm bàn phím nhanh và Ghế nóng. Ở vòng Bấm bàn phím nhanh, 6 người chơi sẽ phải vượt qua một loạt các câu hỏi trắc nghiệm, tương tự với luật chơi trước năm 2003. Trải qua vòng chơi này, ai trả lời đúng nhiều nhất và có thời gian trả lời ngắn nhất sẽ nhận được một khoản tiền với trị giá $ 1,000. Người chơi có thể sử dụng số tiền này để quy đổi với một trong ba quyền trợ giúp của chương trình trong suốt vòng 2 - Ghế nóng. Luật chơi này sau đó đã được áp dụng tại các nước như Bỉ (2017-2018) và Bồ Đào Nha (từ 2020)

### Các quyền trợ giúp
NCC được nhận một vài quyền trợ giúp theo quy định để giúp người đó suy nghĩ và trả lời những câu hỏi mà họ cảm thấy khó khăn. Sau khi sử dụng một quyền trợ giúp, NCC có quyền trả lời, hoặc dùng một quyền trợ giúp khác, hoặc dừng cuộc chơi khi không tin tưởng mà đã hết quyền trợ giúp. Tuy vậy, ở một vài phiên bản, trong số những quyền trợ giúp có quyền trợ giúp như Double Dip (Trả lời hai lần) và Jump The Question (Nhảy câu hỏi). Chọn những quyền trợ giúp này, NCC không được phép dừng cuộc chơi.

#### Các quyền trợ giúp tiêu chuẩn
Ở hầu hết các phiên bản, NCC đều nhận được 3 quyền trợ giúp:
- "50:50" (hay "1:1" ở một số quốc gia như Malaysia và 1/2:1/2 của Brazil): Máy tính sẽ loại bỏ đi hai phương án sai.
- "Phone a Friend" ("Gọi điện thoại cho người thân"): Bộ phận kỹ thuật sẽ thực hiện một cuộc gọi dài 30 giây (một số nước là 25 giây) giữa NCC và một người mà NCC quen biết (số điện thoại được NCC cung cấp trước khi ghi hình chương trình, người quen này có thể sẽ nhận được thông báo của chương trình trước khi NCC thực hiện phần chơi để chuẩn bị cho việc trợ giúp). Trong cuộc gọi này, NCC sẽ đọc câu hỏi, các phương án trả lời và người ở đầu dây bên kia sẽ suy nghĩ và tư vấn câu trả lời. Đa phần các chương trình phát sóng ở các quốc gia là ghi hình và phát sóng trên truyền hình sau đó một thời gian. Tuy vậy với một số phiên bản đặc biệt hoặc của một số nước thì chương trình sẽ được phát sóng và truyền hình trực tiếp. Vì thế, người quen của NCC, sau khi nhận được cuộc gọi của chương trình, sẽ nhận được thêm thông báo yêu cầu giữ liên lạc. Việc phát sóng trực tiếp cũng được xem là có lợi khi người quen có thể theo dõi tiến độ chơi của NCC và toàn bộ nội dung câu hỏi.[3] Từ số phát sóng ngày 11/01/2010 của phiên bản Mỹ, sự trợ giúp này đã bị loại bỏ sau khi nhận thấy rằng hầu hết những người quen trợ giúp cho NCC đều sử dụng các công cụ tìm kiếm trên Internet như Google hay Bing để tư vấn đáp án, gây nên sự không công bằng đối với những ai không có điều kiện sở hữu công cụ tìm kiếm thông tin hay có sở hữu nhưng không có mặt ở nơi đặt các máy, công cụ tìm kiếm ấy, khiến cho tinh thần may mắn, "vui là chính" bị mất đi dù không đảm bảo rằng có thể sử dụng những công cụ ấy để tìm kịp kết quả đúng do thời gian tư vấn chỉ có 30 giây[4]. Để thuận lợi cho việc kết nối điện thoại, Ban Tổ chức (BTC) của phiên bản Mỹ đôi khi giao cho các hãng cung ứng dịch vụ di động chịu trách nhiệm (các hãng này được đề cập trong danh sách các nhà tài trợ cho chương trình). Nhà mạng AT&T đã thực hiện các cuộc gọi trợ giúp này từ những chương trình đầu tiên, sau đó bị gián đoạn do gặp các vấn đề về tài chính. Sau khi thay đổi toàn bộ nhân sự và hệ thống, AT&T tiếp tục chịu trách nhiệm thực hiện các cuộc điện thoại từ năm 2009.
- "Ask the Audience" ("Hỏi ý kiến khán giả"): Ở mỗi vị trí ghế ngồi của khán giả trong trường quay có gắn một cái máy khảo sát, trên có 4 phím bấm được gắn nhãn tương ứng với 4 đáp án A, B, C, D. Khi NCC yêu cầu chọn sự trợ giúp này, (tất cả) khán giả trong một khoảng thời gian quy định sẽ suy nghĩ câu trả lời cho câu hỏi mà NCC cần trợ giúp và đưa ra đáp án mà mình cho là đúng bằng cách ấn vào một trong 4 nút tương ứng trên máy, máy sẽ phản hồi bằng cách làm sáng một chiếc đèn nhỏ được đặt kế bên mỗi nút bấm và lựa chọn của khán giả sẽ được đưa về máy tính. Hết thời gian quy định, máy tính sẽ tính toán và đưa ra thống kê về lựa chọn của khán giả theo tỉ lệ phần trăm (%) số người tham gia trợ giúp và NCC sẽ dựa vào kết quả này để suy nghĩ và trả lời câu hỏi. Trong phiên bản Mỹ từ năm 2004-2006, ngoài các khán giả ở trường quay, các khán giả xem chương trình qua vô tuyến cũng có thể trợ giúp cho NCC trong sự trợ giúp này bằng những cú pháp nhắn tin qua điện thoại hay trên vi tính. Việc này do nhà mạng AOL chịu trách nhiệm thực hiện.[5]. Sự trợ giúp này bị loại bỏ ở một số phiên bản quốc tế vì lí do như cố tình giúp cho người chơi trả lời sai hoặc ghi hình không có khán giả trong đại dịch (Ví dụ như Covid 19). Sau đại dịch, khán giả được quay trở lại, nhưng không phải phiên bản quốc tế nào cũng đưa sự trợ giúp này trở lại.

#### Các quyền trợ giúp khác
| STT | Tên quyền trợ giúp                                                               | Một số quốc gia sử dụng             | Xuất hiện lần đầu                         | Thời gian áp dụng                                                      | Thời điểm hiệu lực | Mô tả |
| --- | -------------------------------------------------------------------------------- | ----------------------------------- | ----------------------------------------- | ---------------------------------------------------------------------- | --- | --- |
| 1   | Switch the Question (Đổi câu hỏi)                                                | Mỹ                                  | Phiên bản gốc                             | 2004-2008                                                              | Sau khi trả lời đúng câu hỏi ở mốc quan trọng thứ 2 (tại Anh (2002 - 2003), người chơi phải đổi một quyền trợ giúp khác mới có sự trợ giúp này) | Máy tính sẽ công bố đáp án câu hỏi hiện tại và thay thế bằng một câu hỏi mới. |
| 1   | Switch the Question (Đổi câu hỏi)                                                | Anh, Chile                          | Phiên bản gốc                             | 2002-2003 (Các tập đặc biệt); 2010-2014                                | Sau khi trả lời đúng câu hỏi ở mốc quan trọng thứ 2 (tại Anh (2002 - 2003), người chơi phải đổi một quyền trợ giúp khác mới có sự trợ giúp này) | Máy tính sẽ công bố đáp án câu hỏi hiện tại và thay thế bằng một câu hỏi mới. |
| 1   | Switch the Question (Đổi câu hỏi)                                                | Chile                               | Phiên bản gốc                             | 2020                                                                   | Sau khi trả lời đúng câu hỏi ở mốc quan trọng thứ 2 (tại Anh (2002 - 2003), người chơi phải đổi một quyền trợ giúp khác mới có sự trợ giúp này) | Máy tính sẽ công bố đáp án câu hỏi hiện tại và thay thế bằng một câu hỏi mới. |
| 2   | Cut the Question (Cắt câu hỏi)                                                   | Mỹ                                  | Phiên bản "bán truyền thống"              | 2014, trong các số phát sóng đặc biệt mà NCC là trẻ em                 | Trong 10 câu đầu | Máy tính sẽ công bố đáp án câu hỏi hiện tại và thay thế bằng một câu hỏi mới. |
| 3   | Double Dip (Trả lời hai lần)                                                     | Mỹ, Ấn Độ, Thổ Nhĩ Kỳ, Nga          | Who Wants to Be a Super Millionaire? (Mỹ) | 2004, 2008-2010                                                        | Từ câu thứ 11 | NCC vẫn suy nghĩ và đưa ra đáp án cuối cùng như thường. Nếu đáp án cuối cùng này sai, NCC tiếp tục suy nghĩ và trả lời lại. Chọn quyền trợ giúp này, NCC sẽ không được dừng cuộc chơi và sử dụng những quyền trợ giúp khác. |
| 4   | Three Wise Men (Ba vị vĩ nhân)                                                   | Mỹ                                  | Who Wants to Be a Super Millionaire?      | 2004                                                                   | Từ câu thứ 11 | Bộ phận kỹ thuật sẽ thực hiện một cuộc điên thoại "mặt đối mặt" trong vòng 30 giây giữa NCC và một nhóm 3 người có học thức chuyên môn cao đang ngồi trong một căn phòng cách âm sau hậu trường để nhờ tư vấn đáp án. Ít nhất 1 người trong nhóm là nữ và thường có một người là cựu NCC từng gây dấu ấn trong chương trình. NCC gần như không được phép thảo luận với những người này. |
| 4   | Three Wise Men (Ba vị vĩ nhân)                                                   | Nga                                 | Phiên bản gốc                             | 2006-2008                                                              | Không rõ | Bộ phận kỹ thuật sẽ thực hiện một cuộc điên thoại "mặt đối mặt" trong vòng 30 giây giữa NCC và một nhóm 3 người có học thức chuyên môn cao đang ngồi trong một căn phòng cách âm sau hậu trường để nhờ tư vấn đáp án. Ít nhất 1 người trong nhóm là nữ và thường có một người là cựu NCC từng gây dấu ấn trong chương trình. NCC gần như không được phép thảo luận với những người này. |
| 5   | Ask Two Experts ("Hỏi hai nhà chuyên môn" hay "Hỏi ý kiến những nhà thông thái") | Việt Nam                            | Phiên bản gốc                             | 2020                                                                   | Từ câu thứ 6 | Giống quyền trợ giúp "Three Wise Men" nhưng chỉ có hai người. NCC được phép đọc câu hỏi và thảo luận cùng với những nhà thông thái |
| 6   | Ask Three of the Audience ("Hỏi ba vị khán giả" hay "Hỏi tổ tư vấn tại chỗ")     | Chile, Việt Nam, Serbia             | Phiên bản gốc                             | 2007; 2019                                                             | Từ câu thứ 6 | Khán giả trong trường quay sẽ giơ tay lên nếu biết chắc chắn đáp án đúng của câu hỏi. MC và NCC chọn 3 khán giả bất kỳ làm "tổ tư vấn". Họ sẽ gợi ý NCC phương án họ nghĩ là đúng. Những người trợ giúp không nhất thiết đưa ra câu trả lời giống nhau. NCC có thể thảo luận với vị khán giả được chọn trong một khoảng thời gian ngắn, thường thì để xác nhận độ chính xác trong phương án trả lời của người đó. NCC có toàn quyền nghe theo sự tư vấn của tổ tư vấn hoặc không. Nếu phương án NCC chọn là đáp án đúng của câu hỏi thì một khoản tiền thưởng sẽ được chia cho số thành viên của tổ tư vấn chọn phương án đó. |
| 6   | Ask Three of the Audience ("Hỏi ba vị khán giả" hay "Hỏi tổ tư vấn tại chỗ")     | Việt Nam                            | Phiên bản gốc                             | 2008-2020                                                              | Từ câu thứ 6 | Khán giả trong trường quay sẽ giơ tay lên nếu biết chắc chắn đáp án đúng của câu hỏi. MC và NCC chọn 3 khán giả bất kỳ làm "tổ tư vấn". Họ sẽ gợi ý NCC phương án họ nghĩ là đúng. Những người trợ giúp không nhất thiết đưa ra câu trả lời giống nhau. NCC có thể thảo luận với vị khán giả được chọn trong một khoảng thời gian ngắn, thường thì để xác nhận độ chính xác trong phương án trả lời của người đó. NCC có toàn quyền nghe theo sự tư vấn của tổ tư vấn hoặc không. Nếu phương án NCC chọn là đáp án đúng của câu hỏi thì một khoản tiền thưởng sẽ được chia cho số thành viên của tổ tư vấn chọn phương án đó. |
| 6   | Ask Three of the Audience ("Hỏi ba vị khán giả" hay "Hỏi tổ tư vấn tại chỗ")     | Serbia                              | Phiên bản gốc                             | 2010-2011                                                              | Từ câu thứ 6 | Khán giả trong trường quay sẽ giơ tay lên nếu biết chắc chắn đáp án đúng của câu hỏi. MC và NCC chọn 3 khán giả bất kỳ làm "tổ tư vấn". Họ sẽ gợi ý NCC phương án họ nghĩ là đúng. Những người trợ giúp không nhất thiết đưa ra câu trả lời giống nhau. NCC có thể thảo luận với vị khán giả được chọn trong một khoảng thời gian ngắn, thường thì để xác nhận độ chính xác trong phương án trả lời của người đó. NCC có toàn quyền nghe theo sự tư vấn của tổ tư vấn hoặc không. Nếu phương án NCC chọn là đáp án đúng của câu hỏi thì một khoản tiền thưởng sẽ được chia cho số thành viên của tổ tư vấn chọn phương án đó. |
| 7   | Ask the Expert (Hỏi nhà chuyên môn)                                              | Các quốc gia dùng Phiên bản Đồng hồ | Phiên bản Đồng hồ                         | 2008-không rõ                                                          | Từ câu thứ 6 | Giống quyền trợ giúp Three Wise Men nhưng chỉ có một người (thường là người nổi tiếng hay cựu NCC từng gây dấu ấn trong chương trình). So với Three Wise Men, quyền trợ giúp này "cởi mở" hơn nhiều khi không giới hạn thời gian cuộc gọi (dù "người chuyên môn" luôn bị MC hối thúc tư vấn câu trả lời) và NCC có quyền được thảo luận với người này để tư vấn đáp án. Tại Mỹ từ năm 2008-2010, bộ phận kỹ thuật thường sử dụng ứng dụng Skype của Tập đoàn Công nghệ hàng đầu Thế giới là Microsoft để thực hiện các cuộc gọi trong quyền trợ giúp này. |
| 8   | Ask One of the Audience (Hỏi một vị khán giả)                                    | Đức                                 | Phiên bản Cược                            |                                                                        | Trong suốt phần chơi | Giống quyền trợ giúp "Hỏi tổ tư vấn tại chỗ", chỉ khác: - MC sẽ đọc to lại câu hỏi để khán giả trợ giúp. - Nếu phương án của vị khán giả được chọn là đáp án đúng của câu hỏi thì sẽ được nhận €500 tiền thưởng. |
| 8   | Ask One of the Audience (Hỏi một vị khán giả)                                    | Costa Rica                          | Phiên bản Cược                            | Từ câu thứ 6                                                           | | Giống quyền trợ giúp "Hỏi tổ tư vấn tại chỗ", chỉ khác: - MC sẽ đọc to lại câu hỏi để khán giả trợ giúp. - Nếu phương án của vị khán giả được chọn là đáp án đúng của câu hỏi thì sẽ được nhận €500 tiền thưởng. |
| 9   | Plus One ("Cộng Một" hay "Hỏi ý kiến bạn đồng hành")                             | Mỹ, Việt Nam, Ý, Tây Ban Nha        | Phiên bản gốc                             | 2015-nay (Mỹ) 2020 (Tây Ban Nha) 2018-nay (Ý)                          | Trong suốt phần chơi | Trên hàng ghế khán giả sẽ có một chiếc ghế luôn luôn được chiếu sáng (đa phần các ánh đèn trong trường quay sẽ bị tắt hoặc làm tối đi xuyên suốt phần chơi của NCC). Người ngồi trên chiếc ghế này là một người quen của NCC đang chơi bên dưới. Và khi NCC bên dưới chọn sự trợ giúp này, người đó cùng người quen đang ngồi ở trên di chuyển xuống vị trí của NCC sẽ thảo luận để đưa ra phương án cho câu hỏi. Tại phiên bản Mỹ từ năm 2020, người này sẽ ngồi ở vị trí tương tự với vị trí của các ứng viên tham gia vòng Bấm bàn phím nhanh trước đó và được trợ giúp cho người chơi trong 10 câu hỏi đầu mà không có điều kiện gì thêm. Từ câu thứ 11, NCC có quyền được đổi một sự trợ giúp bất kỳ chưa được sử dụng ở những câu hỏi trước đó để tiếp tục nhận sự hỗ trợ của người thân đi cùng và chỉ được đổi 1 lần.                                                                                         |
| 9   | Plus One ("Cộng Một" hay "Hỏi ý kiến bạn đồng hành")                             | Mỹ, Việt Nam, Ý, Tây Ban Nha        | Phiên bản gốc                             | 2020 (Việt Nam)                                                        | Trong suốt phần chơi | Trên hàng ghế khán giả sẽ có một chiếc ghế luôn luôn được chiếu sáng (đa phần các ánh đèn trong trường quay sẽ bị tắt hoặc làm tối đi xuyên suốt phần chơi của NCC). Người ngồi trên chiếc ghế này là một người quen của NCC đang chơi bên dưới. Và khi NCC bên dưới chọn sự trợ giúp này, người đó cùng người quen đang ngồi ở trên di chuyển xuống vị trí của NCC sẽ thảo luận để đưa ra phương án cho câu hỏi. Tại phiên bản Mỹ từ năm 2020, người này sẽ ngồi ở vị trí tương tự với vị trí của các ứng viên tham gia vòng Bấm bàn phím nhanh trước đó và được trợ giúp cho người chơi trong 10 câu hỏi đầu mà không có điều kiện gì thêm. Từ câu thứ 11, NCC có quyền được đổi một sự trợ giúp bất kỳ chưa được sử dụng ở những câu hỏi trước đó để tiếp tục nhận sự hỗ trợ của người thân đi cùng và chỉ được đổi 1 lần.                                                                                         |
| 9   | Plus One ("Cộng Một" hay "Hỏi ý kiến bạn đồng hành")                             | Mỹ, Việt Nam, Ý, Tây Ban Nha        | Phiên bản Trộn                            | 2014-2015 (Mỹ)                                                         | Trong suốt phần chơi | Trên hàng ghế khán giả sẽ có một chiếc ghế luôn luôn được chiếu sáng (đa phần các ánh đèn trong trường quay sẽ bị tắt hoặc làm tối đi xuyên suốt phần chơi của NCC). Người ngồi trên chiếc ghế này là một người quen của NCC đang chơi bên dưới. Và khi NCC bên dưới chọn sự trợ giúp này, người đó cùng người quen đang ngồi ở trên di chuyển xuống vị trí của NCC sẽ thảo luận để đưa ra phương án cho câu hỏi. Tại phiên bản Mỹ từ năm 2020, người này sẽ ngồi ở vị trí tương tự với vị trí của các ứng viên tham gia vòng Bấm bàn phím nhanh trước đó và được trợ giúp cho người chơi trong 10 câu hỏi đầu mà không có điều kiện gì thêm. Từ câu thứ 11, NCC có quyền được đổi một sự trợ giúp bất kỳ chưa được sử dụng ở những câu hỏi trước đó để tiếp tục nhận sự hỗ trợ của người thân đi cùng và chỉ được đổi 1 lần.                                                                                         |
| 10  | Jump the Question (Nhảy câu hỏi)                                                 | Mỹ                                  | Phiên bản Trộn                            | 2010-2015                                                              | Trong suốt phần chơi (trừ câu hỏi cuối cùng) | Mùa 9-12: được phép sử dụng hai lần. Mùa 13: chỉ được phép dùng một lần, đổi lại có thêm quyền trợ giúp "Cộng Một". Khi chọn quyền trợ giúp này, NCC sẽ được miễn trả lời câu hỏi hiện tại, nhưng "Tài khoản" của người chơi vẫn giữ nguyên, và NCC sẽ phải trả lời câu hỏi tiếp theo mà không được dừng cuộc chơi. Ví dụ: Một NCC đã vượt qua được vòng 1 và trong "Tài khoản" có $ 68,100. Người này bước vào vòng 2, trả lời câu hỏi thứ 11 với giá trị tiền thưởng của câu hỏi là $ 100,000. Tuy nhiên, NCC cảm thấy mình không trả lời được câu hỏi này và lựa chọn quyền trợ giúp "Nhảy câu hỏi". Sau khi được xác nhận lại về việc dùng quyền trợ giúp, đáp án đúng của câu hỏi sẽ xuất hiện. Tuy nhiên, số tiền trong "Tài khoản" của người này vẫn là $ 68,100 chứ không phải $ 100,000. Người này sau đó sẽ buộc phải trả lời câu 12 (nếu trả lời đúng, số tiền trong "Tài khoản" của NCC sẽ là $ 250,000). |
| 11  | Crystal Ball (Quả cầu pha lê)                                                    | Mỹ                                  | Phiên bản Trộn                            | Trong chương trình phát sóng nhân dịp Lễ Halloween từ 29/10-02/11/2012 | Trong 9 câu đầu | NCC được biết trước giá trị tiền thưởng tương ứng của câu hỏi mà họ đang suy nghĩ trả lời. |
| 12  | Ask the Host (Hỏi người dẫn chương trình)                                        | Thái Lan                            |                                           | 2003-2006                                                              | Trong suốt phần chơi | NCC chính chọn hai đáp án mà người chơi đó phân vân, và sau đó: - Nếu một trong hai đáp án mà người chơi phân vân là đúng, hai đáp án còn lại bị loại bỏ. - Nếu cả hai đáp án NCC phân vân đều sai, hai đáp án đó bị loại bỏ. |
| 12  | Ask the Host (Hỏi người dẫn chương trình)                                        | Anh                                 | Phiên bản 2018-2019                       | 05/05/2018-nay                                                         | Trong suốt phần chơi | NCC hỏi dẫn chương trình câu trả lời mà họ nghĩ là đúng trước khi đưa ra câu trả lời cuối cùng. |
| 12  | Ask the Host (Hỏi người dẫn chương trình)                                        | Pháp                                | Phiên bản 2019                            | 26/01/2019-nay                                                         | Trong suốt phần chơi | NCC hỏi dẫn chương trình câu trả lời mà họ nghĩ là đúng trước khi đưa ra câu trả lời cuối cùng. |
| 13  | Power Paplu                                                                      | Ấn Độ                               | Phiên bản Đồng hồ                         | Mùa 7 (2013)                                                           | Trong suốt phần chơi (sau câu hỏi mà người chơi đã dùng trợ giúp)                                                                               | NCC được sử dụng lại một quyền trợ giúp đã sử dụng trong một câu hỏi trước đó mà không được sử dụng lại một quyền trợ giúp đã sử dụng trong câu hỏi hiện tại. |

#### Thay thế quyền trợ giúp
Trong phiên bản Thời gian của Mỹ và Ấn Độ, các quyền trợ giúp "Double Dip(trả lời 2 lần) và "Ask the Expert" (Hỏi ý kiến chuyên gia) xuất hiện để thay thế quyền trợ giúp "50/50" và "Phone a Friend" (Gọi điện thoại cho người thân).
Tại Việt Nam, do không có khán giả, 2 quyền trợ giúp "Ask the Audience" (Hỏi ý kiến khán giả trong trường quay) và "Ask Three of the Audience" (Hỏi ý kiến ba vị khán giả trong trường quay hay hỏi ý kiến của tổ tư vấn trong trường quay) được thay thế tạm thời bởi 2 quyền trợ giúp khác là "Plus One" (hỏi người bạn đồng hành) và "Ask Two Experts" (Hỏi hai vị chuyên gia hoặc Hỏi ý kiến hai nhà thông thái) vì lý do do đại dịch COVID-19 diễn biến phức tạp. 2 quyền này vẫn được sử dụng ngay cả khi khán giả quay trở lại.

## Những người chơi chính đạt giải cao nhất
Điểm chung của mọi phiên bản của quốc gia trên thế giới là dù có luật chơi khá đơn giản, nhưng trong số rất nhiều NCC đã tham gia chương trình thì rất ít người đạt được giải cao, hay trở thành "Triệu phú" của chương trình.
NCC đầu tiên trên thế giới đạt giải cao trong chương trình này là John Carpenter, "Triệu phú" đầu tiên trong phiên bản Mỹ và cũng là "Triệu phú" đầu tiên trong lịch sử của chương trình trên toàn thế giới vào ngày 19/11/1999. John đã làm cả khán giả và dẫn chương trình ngạc nhiên khi dễ dàng trả lời đúng 14 câu hỏi mà không sử dụng bất kỳ quyền trợ giúp nào. Bước vào câu hỏi cuối cùng, John đã dùng quyền trợ giúp "Gọi điện thoại cho người thân" để kết nối một cuộc điện thoại tư vấn với bố mình. Tuy nhiên, bất ngờ đã xảy ra khi không có một màn thảo luận hay tư vấn nào cả. John dùng quyền trợ giúp, gọi cho bố của ông chỉ để nói rằng ông sẽ trở thành "Triệu phú" vì biết rõ đáp án đúng của câu hỏi cuối cùng.
| Câu số 15/15 ($ 1,000,000) - Sử dụng quyền "Gọi điện thoại cho người thân", còn "50:50" và "Hỏi ý kiến khán giả"                                                |                    |
| Which of these U.S. Presidents appeared on the television series "Laugh-In"? (Tổng thống Mỹ nào sau đây đã xuất hiện trên chương trình truyền hình "Laugh-In"?) |                    |
| • A: Lyndon Johnson | • B: Richard Nixon |
| • C: Jimmy Carter | • D: Gerald Ford   |
| Gọi điện thoại cho: Tom Carpenter |                    |

- Judith Keppel - "Triệu phú" đầu tiên của phiên bản tại Vương quốc Anh và Bắc Ireland;[12]

| Câu số 15/15 (£ 1,000,000) - Hết quyền trợ giúp                                                   |               |
| Which king was married to Eleanor of Aquitaine? (Vị vua nào đã kết hôn với Eleanor xứ Aquitaine?) |               |
| • A: Henry I                                                                                      | • B: Henry II |
| • C: Richard I                                                                                    | • D: Henry V  |

- Kevin Olmstead – "Triệu phú" giành được nhiều tiền nhất trong lịch sử Phiên bản Mỹ với số tiền tương ứng với câu hỏi thứ 15 mà anh trả lời đúng lúc đó là $ 2,180,000;[13]

| Câu số 15/15 ($ 2,180,000) - Hết quyền trợ giúp |                       |
| Who is credited with inventing the first mass-produced helicopter? (Ai là người có công phát minh ra chiếc máy bay trực thăng sản xuất hàng loạt đầu tiên?) |                       |
| • A: Igor Sikorsky | • B: Elmer Sperry     |
| • C: Ferdinand von Zeppelin | • D: Gottlieb Daimler |

- Martin Flood - Một trong những "Triệu phú" trong lịch sử phiên bản Úc, người này ban đầu bị BTC kết tội "gian lận" trong một cuộc điều tra độc lập, nhưng sau đó đã được minh oan.[14]
- Sushil Kumar – Một trong những "Triệu phú" trong lịch sử phiên bản Ấn Độ.

| Câu số 14/14 (Rs. 5,00,00,000) - Sử dụng các quyền "Gọi điện thoại cho người thân" và "Trả lời hai lần" |                    |
| Which colonial power ender its involvement in India by selling the rights of the Nicobar Islands to the British on ngày 16 tháng 10 năm 1868? (Bằng việc bán lại chủ quyền lãnh thổ quần đảo Nicobar cho thực dân Anh vào ngày 16 tháng 10 năm 1868, chính quyền đế quốc nào đã kết thúc việc can thiệp vào lãnh thổ Ấn Độ?) |                    |
| • A: Belgium (Bỉ) | • B: Italy (Ý)     |
| • C: Denmark (Đan Mạch) | • D: France (Pháp) |
| Gọi điện thoại cho: Shyam Kishore Prasad |                    |

Hoàn cảnh khó khăn của người này trước khi tham gia chương trình cùng với chiến thắng của anh đã được báo chí phương Tây gọi anh là "Triệu phú ổ chuột ngoài đời thực". Mệnh danh này của anh được lấy cảm hứng từ Bộ phim điện ảnh lãng mạn của Đạo diễn Danny Boyle là Slumdog Millionaire ("Triệu phú ổ chuột").

## Phiên bản phát sóng ở các nước trên thế giới

### Vương quốc Anh

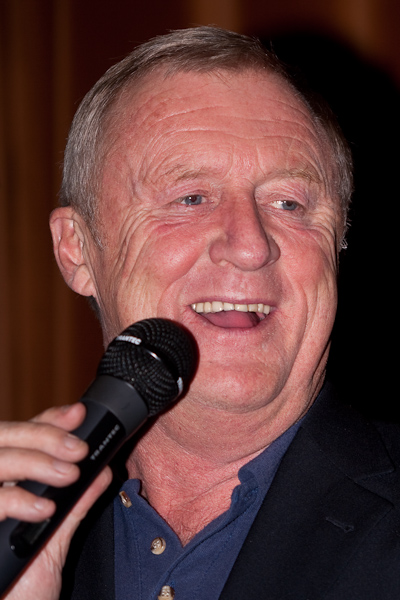
Chris Tarrant, người dẫn chương trình của phiên bản Anh – Phiên bản phát sóng chính thức đầu tiên của chương trình trên Thế giới

Phiên bản đầu tiên của chương trình trên thế giới tại Vương quốc Anh, người dẫn chương trình Chris Tarrant, phát sóng lần đầu trên kênh truyền hình ITV vào ngày 04/09/1998. Vào thời điểm có nhiều người xem nhất, một chương trình phát sóng thu hút 19 triệu người xem. Ban đầu, các thí sinh tham gia chương trình đều thuộc đủ tất cả các tầng lớp, nghề nghiệp trong xã hội. Sau đó các năm sau này chỉ có người nổi tiếng tham gia chương trình và các chương trình thường được phát sóng mỗi ngày lễ và sự kiện đặc biệt, ngoại trừ một số tập phát sóng dành cho đối tượng không phải nhân vật của công chúng trong các năm 2012 và 2013.
Vào ngày 22/10/2013, Chris Tarrant tuyên bố rời khỏi vị trí người dẫn chương trình sau 15 năm gắn bó với chương trình này. Đài ITV sau đó tuyên bố cũng sẽ hủy sản xuất chương trình sau khi Chris kết thúc hợp đồng với Đài, và sẽ không có các số mới được quay ngoài các số đã quay từ trước. Tập cuối cùng Chris Tarrant làm người dẫn chương trình là vào ngày 04/02/2014 và tập phát sóng cuối cùng của toàn bộ chương trình, một tập phát sóng tổng hợp những khoảnh khắc được xem là tạo nên dấu ấn của chương trình suốt 15 năm mang tên "Chris' Final Answer" ("Câu trả lời cuối cùng của Chris"), đã phát sóng vào ngày 11/02/2014.
Trong năm 2018, phiên bản này đã trở lại với người dẫn chương trình mới Jeremy Clarkson. Tập đầu tiên đã được phát sóng vào ngày 06/05/2018 đến ngày 12/05/2018. Do sự trở lại của chương trình rất thành công và nhận được rất nhiều sự phản hồi tích cực từ phía khán giả, ITV sau đó tiếp tục ghi hình và phát sóng thêm các mùa mới của chương trình từ 01/01/2019 đến nay.

### Úc
Phiên bản Úc phát sóng lần đầu trên kênh truyền hình Nine Network vào ngày 18/04/1999, và được dẫn dắt bởi dẫn chương trình Eddie McGuire trước khi trở thành giám đốc điều hành của Đài này. Do không có người dẫn chương trình thay thế, Đài quyết định tạm thời dừng phát sóng chương trình. Tập phát sóng cuối cùng lên sóng vào ngày 03/04/2006. Sau khi từ chức nhiệm kỳ Giám đốc Điều hành Đài của mình, McGuire quyết định "trở lại" lại chương trình năm 2007 với vai trò cũ. Sau 6 tập đặc biệt với giải thưởng cao nhất lên đến 5.000.000 đô-la Úc phát sóng xuyên suốt tháng 10 và tháng 11 cùng năm, chương trình  tạm ngưng phát sóng lần nữa, đến ngày 20/04/2009 chương trình lên sóng  với Phiên bản mới là phiên bản Ghế nóng. Năm 2021 chương trình quay trở lại phiên bản cũ với 1 vài thay đổi, được phát sóng từ cuối tháng 1 đến đầu tháng 2 và giữa tháng 5/2021.

### Ấn Độ
Phiên bản Ấn Độ, Kaun Banega Crorepati ("Ai sẽ được trở thành triệu phú"), phát sóng lần đầu vào ngày 03/07/2000, với Amitabh Bachchan là dẫn chương trình. Chương trình được phát sóng trong các mùa từ năm 2005–2006, 2007, và liên tục mỗi năm từ năm 2010. Phiên bản tại đây ngày càng được chú ý nhiều hơn với thế giới trong bộ phim điện ảnh lãng mạn của đạo diễn Danny Boyle là Slumdog Millionaire ("Triệu phú ổ chuột"), chuyển thể từ cuốn tiểu thuyết Q & A của tác giả và nhà ngoại giao Ấn Độ Vikas Swarup, Bộ phim đã giành 8 Giải Oscar (trong đó có Giải Phim hay nhất và Đạo diễn xuất sắc nhất) và 7 giải của Viện Hàn lâm Nghệ thuật Điện ảnh và Truyền hình Anh quốc. Sự thành công của bản gốc tiếng Hindi dẫn đến sự ra đời các phiên bản tiếng Ấn Độ tiếp theo.

### Philippines
Phiên bản Philippines lên sóng từ năm 2000 đến 2002, do Intercontinental Broadcasting Corporation – một Công ty truyền hình trực thuộc Chính phủ - mua bản quyền, sản xuất bởi Viva Television, và Christopher de Leon làm dẫn chương trình. Vào ngày 23/05/2009, sau một thời gian dài tạm ngưng sản xuất và phát sóng, chương trình lại được lên sóng trên Đài TV5, với Vic Sotto làm dẫn chương trình. Tập cuối cùng của chương trình lên sóng vào ngày 07/10/2012 và sau đó là sự xuất hiện của một chương trình mới cũng do Sotto làm dẫn chương trình là The Million Peso Money Drop (phiên bản Philippines của chương trình The Million Pound Drop sản xuất bởi Endemol, tại Việt Nam chương trình này lấy tên là Đừng để tiền rơi). Tuy nhiên, chương trình lại được sản xuất và lên sóng trở lại vào ngày 15/09/2013 cùng với Trò chơi Truyền hình thực tế Pinoy Explorer  và chương trình hài tạp kỹ Wow Mali! Pa Rin để thay thế khung giờ trước kia của Cuộc thi Tìm Kiếm Tài Năng Talentadong Pinoy (vốn đã bị hủy bỏ nhưng sau đó 1 năm đã được tổ chức lại). Tập phát sóng cuối cùng của chương trình lên sóng  vào ngày 22/10/2015 và chính thức kết thúc kể từ đó.

### Nga
Phiên bản Nga của chương trình mang tên О, счастливчик! ("Ồ, Người May Mắn!!!") lên sóng trên Đài NTV từ ngày 01/10/1999 đến ngày 28/01/2001. Vào ngày 19/02/2001, chương trình đổi tên thành Кто хочет стать миллионером? ("Ai muốn trở thành triệu phú?"), phát sóng trên Channel One và được dẫn dắt bởi dẫn chương trình Maxim Galkin trước năm 2008, và Dmitry Dibrov sau đó đến năm 2022. Sau đó chương trình tạm dừng phát sóng đến tháng 4/2023, chương trình trở lại với nhiều thay đổi mới và người dẫn chương trình mới là Yulianna Karaulova. Lúc này chương trình không còn do Sony Pictures Television sản xuất nữa.

### Hà Lan
Phiên bản Hà Lan mang tên Lotto Weekend Miljonairs, phát sóng lần đầu trên SBS 6 từ năm 1999-2006 với Robert ten Brink làm dẫn chương trình, sau đó chương trình được phát sóng trên Kênh RTL 4. Chương trình phát sóng đến năm 2008 thì tạm ngưng rồi lên sóng trở lại từ năm 2011 trên kênh SBS 6, với Jeroen van der Boom là dẫn chương trình. Tập cuối của loạt chương trình trên lên sóng vào ngày 15/10/2011. Năm 2019, chương trình trở lại trên kênh RTL 4, với sự trở lại của người dẫn chương trình đầu tiên - Robert ten Brink - và tên gọi mới là Bankgiro Miljonairs, đến ngày 28/8/2021 chương trình có tên gọi là VriendenLoterij Miljionairs.

### Nhật Bản
Phiên bản Nhật Bản mang tên Quiz $ Millionaire (クイズ$ミリオネア Kuizu $ Mirionea), hay 誰が億万長者になりたいですか？(Darekaga hyakumanchōja ni naritaidesu ka?), do Monta Mino làm dẫn chương trình, phát sóng lần đầu trên Đài Fuji Television vào ngày 20/04/2000. Chương trình được sản xuất và lên sóng liên tục hàng tuần trong 7 năm đầu, sau đó chỉ được sản xuất và lên sóng vào những dịp đặc biệt. và kết thúc vào ngày 02/01/2013.

### Hồng Kông
Phiên bản phát sóng chính thức tại Hồng Kông mang tên Bách vạn phú ông, phát sóng lần đầu trên Đài Á Thị (ATV) vào các năm 2001 - 2005 và 2018. 2 người dẫn chương trình là diễn viên Trần Khải Thái (陳啟泰) vào các năm 2001-2005 (giao diện đen) và Trần Chí Vân (陳志雲) vào năm 2018 (giao diện xanh).

### Trung Quốc
Phiên bản tại Cộng hòa Nhân dân Trung Hoa có tên (百万富翁 Bách vạn phú ông hay 谁愿意成为百万富翁？Thuỳ nguyện ý thành vị bách vạn phú ông?) lên sóng trong năm 2007 và 2008 với Lý Phàm (李凡) làm dẫn chương trình.

### Pháp
Phiên bản Pháp lên sóng lần đầu trên Đài TF1 vào ngày 03/07/2000 và được dẫn dắt bởi dẫn chương trình Jean-Pierre Foucault số cuối cùng được phát vào 01/01/2016. Đến năm 2019 chương trình trở lại với người dẫn chương trình mới - Camille Combal - từ 2019 đến 2020.

### Đức
Phiên bản Đức có tên là Wer wird Millionär? lên sóng lần đầu trên Đài RTL vào ngày 03/09/1999, dẫn chương trình là Günther Jauch.

### Việt Nam
Phiên bản Việt Nam có tên là Ai là triệu phú, phát sóng lần đầu tiên trên kênh VTV3 vào ngày 04/01/2005 vào mỗi tối thứ Ba hàng tuần trên kênh VTV3 của Đài Truyền hình Việt Nam. Các người dẫn chương trình qua từng thời kỳ là: Nhà Báo Lại Văn Sâm (2005 - 2017), MC Phan Đăng (2018 - 2020) và Giáo sư Xoay - Đinh Tiến Dũng (từ 2021).

### Thái Lan
Phiên bản phát sóng chính thức tại Thái Lan mang tên "เกมเศรษฐี" (Trò chơi triệu phú, tên tiếng Anh là Millionaire Millennium - Triệu phú thiên niên kỷ), phát sóng lần đầu trên kênh truyền hình ThaiTV3 từ ngày 04/03/2000 đến ngày 28/03/2004 vào mỗi tối thứ 7 và chủ nhật hàng tuần, trên kênh ITV từ 01/04/2004 đến 04/02/2007 vào mỗi tối từ thứ 2 đến chủ nhật hàng tuần, trên kênh TITV từ 10/02/2007 đến 14/01/2008, do Traiphop Limpapath làm dẫn chương trình. Do không có giấy phép bản quyền từ Anh nên nhạc hiệu, nhạc nền, sân khấu, đồ hoạ vi tính, hệ thống ánh sáng,... không giống phiên bản gốc, chẳng hạn như phần mép đồ hoạ câu hỏi có dạng hình tròn chứ không phải hình tim, các phương án A, B, C, D được thay bằng 1, 2, 3, 4.
Tổng cộng có hơn 100 phiên bản phát sóng chính thức của chương trình này được thực hiện và lên sóng trên khắp thế giới kể từ khi phiên bản gốc tại Anh và Bắc Ireland lên sóng lần đầu năm 1998.

## Sản xuất chương trình
Vào tháng 3/2006, nhà sản xuất (NSX) đầu tiên của chương trình là Celador tuyên bố rằng họ đang rao bán Bản quyền Quốc tế của chương trình này, cùng với Bản quyền Phiên bản phát sóng chính thức của chương trình này tại Anh. Đây là bước đầu trong việc bán tháo tất cả các Bản quyền Chương trình Truyền hình của NSX này. Vào ngày 01/12/2006, Bản quyền Quốc tế của "Who Wants to Be a Millionaire?" cùng với tất cả Bản quyền chương trình Truyền hình khác của Celador được bán lại cho công ty chuyên sản Xuất các chương Trình truyền hình 2waytraffic của Hà Lan. Hai năm sau, Sony Pictures Entertainment của Mỹ mua lại 2waytraffic với giá 137,5 triệu Bảng Anh. Bản quyền Quốc tế của chương trình hiện tại đang được sở hữu và cấp phép bởi Sony Pictures Television; tuy nhiên Sony lại không được sở hữu và cấp phép đối với Phiên bản Mỹ, thay vào đó là Disney–ABC Domestic Television – một Công ty con của Công ty Walt Disney.
Ý tưởng quốc tế hóa bản quyền của chương trình từ phiên bản Vương quốc Anh và Bắc Ireland là của NSX các chương trình truyền hình người Anh Paul Smith. Người này đưa ra một loạt "khuôn mẫu" mà gần như tất cả các phiên bản trên khắp thế giới đều phải tuân theo. Ví dụ như là tất cả các MC phải mặc bộ Vest của hãng Armani – nhà mốt chuyên may các bộ Vest cho Tarrant khi ông làm dẫn chương trình cho phiên bản Vương quốc Anh và Bắc Ireland; NSX chương trình bị cấm thuê, mời các nghệ sĩ hòa âm, phối khí ở địa phương sáng tác nhạc nền, nhạc hiệu riêng cho chương trình, thay vào đó họ sẽ được cấp các bản nhạc nền, nhạc hiệu của phiên bản Anh và bắt buộc phải dùng những giai điệu này; sân khấu, đồ họa vi tính, hệ thống ánh sáng và những thứ khác phải được thiết kế, sắp xếp, bài trí y hệt như trong phiên bản Anh. Tuy nhiên sau đó một vài "khuôn mẫu" đã được gỡ bỏ hay "cởi mở" hơn khi cảm thấy chúng không còn phù hợp.

### Sáng lập chương trình
"Who Wants to Be a Millionaire?" được sáng lập bởi bộ ba David Briggs, Mike Whitehill và Steven Knight. Ba người này vốn nổi tiếng khi lên ý tưởng cho một trò chơi trong khuôn khổ chương trình Morning Show của Chris Tarrant trên sóng phát thanh của Đài Capital FM là bong game. Bộ ba ban đầu đặt tên cho chương trình này là Cash Mountain (Núi tiền) trước khi lấy tên gọi như bây giờ. Tên gọi hiện tại của chương trình được lấy cảm hứng từ ca khúc cùng tên được viết bởi Cole Porter trong một bộ phim điện ảnh được công chiếu vào năm 1956 là High Society (Tầng lớp thượng lưu). Ca khúc được thu âm bởi Frank Sinatra và Celeste Holm.
Kể từ khi phiên bản đầu tiên của chương trình được lên sóng, một số cá nhân đã lên tiếng rằng Celador – đơn vị đầu tiên giữ bản quyền của chương trình, đã sao chép bất hợp pháp, vi phạm bản quyền của họ đối với chương trình này. Theo nhật báo Daily Mail của Anh, Mike Bull, một nhà báo nghiệp dư đến từ vùng Southampton, đã kiện Celador lên Tòa án Tối cao Vương quốc Anh và Bắc Ireland vào tháng 3/2002. Celador bị kiện do bị nghi vi phạm bản quyền các quyền trợ giúp tiêu chuẩn trong luật chơi của chương trình, nhưng Celador đã giải quyết ổn thỏa vụ việc này bằng một thỏa thuận bí mật với Mike sau đó. Vào năm 2003, một cư dân sống tại Sydney tên John J. Leonard lên tiếng rằng người này đang sở hữu bản thảo của một chương trình trò chơi truyền hình có thể thức chơi giống hệt như chương trình của Celador, chỉ khác là không có đề cập đến các quyền trợ giúp tiêu chuẩn trong luật chơi. Năm 2004, một người tên Alan Melville kiện Đài ITV (chính là Đài đã thực hiện và cho lên sóng phiên bản Anh và Bắc Ireland, cũng chính là phiên bản phát sóng chính thức đầu tiên của chương trình) do nghi câu nói mở đầu "Who wants to be a millionaire?" đạo ý tưởng của người này từ bản thảo một chương trình trò chơi truyền hình dạng xổ số mang tên Millionaires' Row. Người này đã gửi những tài liệu liên quan như bằng chứng đến đài Granada Television. Đài ITV phủ nhận mọi cáo buộc liên quan, và sau đó các bên đã tự giải quyết vụ việc bằng những thỏa thuận liên quan.
Đáng chú ý nhất, vào năm 2002, một người tên John Bachini đã lên tiếng cáo buộc và đòi bồi thường thiệt hại đối với Celador, ITV, và 5 người được xác nhận là liên quan đến ý tưởng sáng lập và sở hữu bản quyền của chương trình. Bachini tuyên bố rằng họ đã đạo ý tưởng trong bản thảo của một chương trình trò chơi truyền hình mang tên Millionaire ("Triệu phú"), và của một chương trình trò chơi truyền hình nữa mang tên là BT Lottery, tất cả đều do Bachini chấp bút sáng tác. Bachini đã cung cấp các tài liệu liên quan như bằng chứng đến Paul Smith, làm việc trong một công ty chị em với Celador, vào tháng 3/1995 và một lần nữa vào tháng 1/1996. Cũng trong tháng 1/1996, các tài liệu như vậy được gửi đến cho Claudia Rosencrantz, làm việc cho Đài ITV. Bachini cáo buộc rằng 90% chi tiết trong bản thảo trò "Triệu phú" của người này đã bị đạo nhái ý tưởng. Trong bản thảo này có nhiều chi tiết khá giống với bản quyền của Celador như:
- Người chơi được cấp 3 quyền trợ giúp (trong phiên bản đầu tiên, NCC trong "Who Wants to Be a Millionaire?" cũng được cấp ba quyền trợ giúp tiêu chuẩn)
- Người chơi được yêu cầu trả lời 20 câu hỏi trắc nghiệm (luật chơi của "Who Wants to Be a Millionaire?" yêu cầu NCC giải quyết 15 câu hỏi)
- Thang tiền thưởng bao gồm 2 "mốc Thiên Đàng" có giá trị tiền thưởng lần lượt là £1.000 và £32.000 (trong phiên bản Anh và Bắc Ireland, cũng là phiên bản bị cáo buộc, thang tiền thưởng bao gồm 2 "mốc quan trọng" và 1 "mốc TRIỆU PHÚ" có giá trị tiền thưởng lần lượt là £ 1,000; £ 32,000 và £ 1,000,000)
- Câu hỏi dầu tiên có giá trị tiền thưởng sau khi trả lời đúng là £ 100 (trong phiên bản Anh và Bắc Ireland, câu hỏi đầu tiên cũng có mệnh giá £ 100)

Tuy vậy, 3 quyền trợ giúp trong bản thảo của Bachini mang ba cái tên hoàn toàn khác nhau, và người này thừa nhận không sáng chế ra quyền "Gọi điện thoại cho người thân". Celador phủ nhận mọi cáo buộc. Công ty này tuyên bố đang giữ bản thảo dài 5 trang của chương trình này với tên bìa là "Cash Mountain", cũng chính là cái tên ban đầu mà bộ ba David – Mike – Steven dự định đặt cho chương trình. Chữ viết trong bản thảo là của một người trong bộ ba là David hoặc vợ của David là Jo Sandilands và được viết vào tháng 10/1995. Mặc dù vậy, Bachini vẫn khăng khăng giữ nguyên định kiến, khiến cả hai bên phải đem sự việc này lên Tòa án. Tuy nhiên, tình hình sức khỏe của Bachini khiến người này không có khả năng tham dự các phiên điều trần trước tòa. Vì vậy, Celador đã thuyết phục thành công Bachini giải quyết ổn thỏa việc này bằng những thỏa thuận riêng tư.

## Thông tin bên lề

### Âm nhạc trong chương trình
Đa phần các bản nhạc hiệu, nhạc nền của chương trình được sáng tác và hòa âm, phối khí bởi hai cha con nhà soạn nhạc Keith và Matthew Strachan. Các bản nhạc, nhất là những giai điệu xuyên suốt chương trình do hai cha con này sáng tác đa phần là những bản nhạc không lời có giai điệu liên tục, không ngắt quãng, vô tận, dường như không có kết thúc. Nhạc chủ đề của chương trình lấy cảm hứng từ những giai điệu trong Bản nhạc The Planets của Gustav Holst. Sự căng thẳng xuất hiện xuyên suốt chương trình, nhất là trong lúc người chơi suy nghĩ và trả lời các câu hỏi và chờ đáp án đúng, đa phần cũng từ những giai điệu của hai cha con nhà Strachan. Trong một tập phim nói về chương trình này của loạt phim tài liệu Gameshow Hall of Fame phát sóng trên kênh truyền hình GSN (chuyên phát sóng các chương trình trò chơi truyền hình hay các chương trình phim tài liệu liên quan đến ngành công nghiệp sản xuất chương trình trò chơi truyền hình), người dẫn chuyện của tập phim đã phân tích rằng những giai điệu của hai cha con nhà Strachan phát lên trong lúc người chơi suy nghĩ trả lời các câu hỏi nghe như "tiếng tim đập thình thịch". Người này đã dành lời khen cho cha con nhà Strachan khi họ đã khôn ngoan sử dụng những giai điệu khác nhau để phát lên khi người chơi suy nghĩ trả lời các câu hỏi khác nhau. Việc "tăng tiến giai điệu" khi người chơi suy nghĩ các câu hỏi có mênh giá tiền thưởng cao hơn, hiển nhiên là khó hơn đã khắc họa được gần như chi tiết những cảm xúc của người lúc đó.
Những giai điệu trong chương trình của hai cha con đã được Hiệp hội các nhà soạn nhạc, tác giả và nhà xuất bản Mỹ (ASCAP) vinh danh qua nhiều giải thưởng. Giải thưởng gần đây nhất được trao vào năm 2000.
Từ 2007 - 2014, phiên bản Anh ngoài việc thay đổi luật chơi còn có sự thay đổi nhạc (đáng kể nhất là nhạc nền câu hỏi). Những bản nhạc mới này do Ramon Covalo và Nick Magnus biên soạn, sáng tác và phối khí. nhạc hiệu này cũng được nhiều nước sử dụng. Tuy nhiên khi phát sóng trở lại vào năm 2018, những bản nhạc cũ do cha con nhà Strachan được phát lên thay thế.
Trong Phiên bản Thời gian tại Mỹ, những giai điệu của cha con nhà Strachan vẫn được phát lên bình thường nhưng với âm lượng nhỏ hơn, lồng vào đó là những giai điệu "tích tắc" ma mị của đồng hồ đếm giờ để phù hợp với tính chất và luật chơi ở đây. Khi phiên bản Trộn bắt đầu lên sóng năm 2010, những giai điệu mới được thay thế có phần bớt căng thẳng hơn được viết bởi Jeff Lippencott và Mark T. Williams. Hai người này sáng lập một hãng sản xuất âm nhạc có trụ sở ở Los Angeles mang tên Ah2 Music. Tuy nhiên, cũng giống như phiên bản Anh, khi chương trình quay trở lại vào năm 2020, những bản nhạc của hai cha con nhà Strachan được phát lên thay thế.
Tại Ấn Độ, các bản nhạc hiệu và nhạc nền của chương trình được nhạc sĩ Sawan Dutta phối, hòa âm và được sử dụng trong các năm 2011 - 2014 và 2017. Từ 2019 đến nay, bộ đôi Ajay - Atul là những nhạc sĩ phối hòa âm cho nhạc hiệu và nhạc nền chương trình.
Do không có giấy phép bản quyền từ Anh, nên những giai điệu của cha con nhà Strachan không xuất hiện trong phiên bản Thái Lan. Thay vào đó là những giai điệu được viết bởi Payont Premsit và Công ty Orange Sound & Film.

### Sân khấu
Sân khấu của chương trình được thiết kế bởi Nhà thiết kế người Anh Andy Walmsley. Những "khuôn mẫu" được đặt ra của Paul Smith để quốc tế hóa chương trình đã khiến sân khấu này được coi là sân khấu được sao chép lại nhiều nhất trong lịch sử truyền hình. Khác với những chương trình trò chơi truyền hình khác, khi sân khấu được thiết kế để tạo cho khán giả lẫn người chơi một không gian thoải mái, sáng sủa, thì sân khấu của WWTBAM lại tạo cảm giác gò bó, tăm tối. Nhiều người nhận định, sân khấu của chương trình tạo cảm giác như trong phim kinh dị hơn là một chương trình giải đố trên truyền hình. Sàn sân khấu được làm bằng thủy tinh hữu cơ có dạng một chiếc đĩa tròn lớn, có thể nhìn thấy những khung dầm kim loại đỡ sàn bên dưới. Vì lý do thẩm mĩ, một vài khoảng trên sân khấu được che kín đi để giấu những thanh dầm kim loại bên dưới. MC và người chơi được chọn sẽ ở khu vực trung tâm của sân khấu, ngồi đối diện nhau hoặc chéo nhau một góc nhất định. Mỗi người sẽ ngồi trên một chiếc "ghế nóng", thông thường là ghế Arco All của hãng Pietranera hoặc các loại ghế có kích thước, kiểu dáng tương tự của nhà sản xuất khác. Trước mặt mỗi người là một màn hình vi tính (thường là của hãng LG) hiển thị câu hỏi, các phương án trả lời, thang tiền thưởng, và các quyền trợ giúp. Riêng màn hình trước mặt MC còn có thêm một vài thông tin chuyên môn như số câu hỏi còn lại, thông báo số tiền được – mất cho các câu trả lời đúng – sai, các thông tin liên quan đến đáp án đúng của câu hỏi, hay thông báo nghỉ giữa giờ,...
Hệ thống chiếu sáng của sân khấu được thiết kế và hoạt động theo nguyên lý: trừ khu vực trung tâm sân khấu nơi diễn ra phần chơi của người chơi, thì sân khấu sẽ ngày càng tối đi tương ứng khi người chơi suy nghĩ trả lời các câu hỏi có giá trị tiền thưởng cao hơn, hiển nhiên là khó hơn. Ở một vài phiên bản như tại Nga, khu vực dành cho người chơi và MC nằm trên một chiếc bục tròn lớn. Khi người chơi trả lời những câu hỏi có mức tiền thưởng cao, sân khấu sẽ làm tối đèn nhưng vẫn đủ sáng để khán giả nhìn được khung cảnh xung quanh, và không gian bên dưới bục sẽ được phun khói dày đặc để tạo cảm giác ma mị.
Trong phiên bản Trộn ở phiên bản Mỹ, thiết kế sân khấu truyền thống không còn xuất hiện nữa. Sân khấu mới lấy gam màu tím, xanh, vàng làm chủ điểm. Điểm đáng kể ở thiết kế sân khấu này là người chơi cùng MC sẽ đứng xung quanh một chiếc bàn tròn cao. Người chơi đứng đối diện một màn hình LED lớn nơi cung cấp cho người chơi lẫn MC và các khán giả những thông tin liên quan đến phần chơi bao gồm nội dung câu hỏi, các phương án trả lời, các quyền trợ giúp, giá trị tiền thưởng. Một màn hình LED nữa cũng sẽ được đặt ở phía sân khấu kế bên người chơi, màn hình này hiển thị các giá trị trong thang tiền thưởng và thường chỉ sử dụng ở vòng 2. Hệ thống chiếu sáng cũng được điều chỉnh lại, không còn theo bất kỳ nguyên lý chiếu sáng truyền thống nào của chương trình. Việc người chơi và MC phải đứng được đưa ra là để người chơi không bị gò bó hoạt động cơ thể khi ngồi trên ghế, ảnh hưởng đến quá trình suy nghĩ và trả lời các câu hỏi của người chơi. Thiết kế sân khấu mới này được coi là đã phá vỡ nguyên lý trước đó của chương trình, tạo cảm giác thoải mái, khiến cho những người xuất hiện trong sân khấu lẫn khán giả xem truyền hình coi đây là một chương trình trò chơi giải đố thật sự.
Phiên bản Ấn Độ năm 2013 sử dụng sân khấu đa phương tiện 360 độ trong các năm 2013 và 2014. Năm 2017 sân khấu được làm lại lại kết hợp với thiết kế gốc của nước Anh.
Phiên bản Pháp sử dụng sân khấu theo thiết kế của hãng Studios40 từ năm 2014 đến 2020.
Từ năm 2017, sân khấu trong phiên bản Ba Lan của chương trình được thiết kế mới hơn, theo đó sàn sân khấu được lắp đặt hệ thống đèn LED bên dưới lớp thủy tinh hữu cơ. Kiểu sân khấu này được áp dụng tại một số nước như Bulgaria từ năm 2018 - nay và sau đó Serbia đã mượn sân khấu để ghi hình và phát sóng trở lại sau một thời gian ngừng phát sóng từ 2022 (chỉ khác là phần thành cánh gà rộng hơn một chút). Hiện nay, sân khấu của Ba Lan được phiên bản Ý tận dụng cho việc ghi hình và phát sóng khi chương trình trở lại sau một thời gian dài ngừng sóng. Phiên bản Tây Ban Nha cũng sử dụng trường quay này trong năm 2020.
Từ năm 2018, phiên bản Anh sử dụng sân khấu theo thiết kế của Patrick Doherty, với sàn sân khấu được thiết kế dưới dạng màn hình LED. Phiên bản Mỹ cũng áp dụng kiểu sân khấu này từ năm 2020, tiếp sau đó là các phiên bản của Mỹ, Bồ Đào Nha, Israel, Thổ Nhĩ Kỳ và Tây Ban Nha, Ả Rập (2021). Một số quốc gia như Chile hay Sri Lanka, Uruguay và Costa Rica, Ukraine đã vận dụng nhiều yếu tố của kiểu sân khấu này để xây dựng trường quay cho riêng mình.
Phiên bản Thái Lan sử dụng một sân khấu khác hẳn với "khuôn mẫu" của Paul Smith do không có giấy phép bản quyền từ Anh.

### Câu nói "thương hiệu"
Điểm đặc biệt trong WWTBAM mà chưa chắc các chương trình trò chơi truyền hình khác có thể làm được, đó là sự xuất hiện của những câu nói "thương hiệu", khiến không ai không thể nghĩ đến chương trình khi bắt gặp được. Hầu như ở mọi phiên bản của chương trình này, dù là chính thức hay không chính thức, câu nói "Thương hiệu" được coi là nổi tiếng nhất luôn luôn xuất hiện trong chương trình, đó là Đây có phải là câu trả lời cuối cùng của bạn hay không? - Is that your final answer?. Điều này không có gì lạ vì trong luật chơi, MC bắt buộc phải hỏi câu này để xác nhận lại thật chính xác phương án trả lời của người chơi. Và sự chính xác luôn là ưu tiên được đề cao lên hàng đầu trong các chương trình giải đố có thưởng, nhất là khi giải thưởng lại là một số tiền rất cao, khiến mọi sai lầm nhỏ dẫn đến những rủi ro lớn.
Không phải phiên bản nào của chương trình MC đều hỏi như vậy. Ở phiên bản tại Úc và Ấn Độ, câu hỏi lại là Lock it in? (Chốt chứ?). Ngoài ra, ở một số phiên bản khác, câu hỏi lại có chứa những từ ngữ có ý tương tự như "Xác nhận câu trả lời", "Lựa chọn cuối cùng",v.v..
Ngoài câu hỏi xác nhận "Thương hiệu" này ra, một số câu nói xuất hiện nhiều trong chương trình cũng trở thành thương hiệu tại một số phiên bản của các quốc gia khác, như câu nói của dẫn chương trình Chris Tarrant hay nói với NCC tại Anh: "Some questions are all together now only easy if you know the answer." (Câu hỏi chỉ thực sự đơn giản nếu bạn biết chắc chắn câu trả lời) 

## Phản ứng của dư luận về chương trình
Who Wants to Be a Millionaire? đã được ghi nhận là mang đến một làn gió mới làm thay đổi hoàn toàn những định lý, khuôn mẫu trước đó của những chương trình giải đố trên truyền hình nói riêng và chương trình trò chơi truyền hình nói chung. Chương trình đã làm nên một cuộc cách mạng gần như ở mọi khía cạnh trong lĩnh vực truyền hình, trở thành một trong những chương trình trò chơi truyền hình nổi tiếng nhất trong lịch sử.

### Vinh danh
Vào năm 2000, Viện phim Anh quốc đã xếp chương trình ở vị trí thứ 23 trong Bảng Xếp Hạng "BFI TV 100" của Viện. Chương trình này còn được vinh danh tại Lễ trao giải Truyền hình Anh Quốc năm 1999 bằng giải thưởng dành cho chương trình truyền hình xuất sắc nhất, và bốn giải tại Giải thưởng Truyền hình Quốc gia cho chương trình giải đố trên truyền hình ăn khách nhất lần lượt được trao từ năm 2002 đến năm 2005.
Phiên bản phát sóng đầu tiên tại Mỹ đã được trao hai giải Emmy vào năm 2000 và 2001. Philbin – Dẫn chương trình đầu tiên cũng được trao 1 giải Emmy vinh danh cho dẫn chương trình trò chơi truyền hình xuất sắc nhất vào năm 2001. Vieira, dẫn chương trình sau đó cũng được nhận giải thưởng này vào năm 2005 và 2009, khiến cô trở thành nữ dẫn chương trình thứ hai trong lịch sử nhận được giải thưởng này, và là người đầu tiên nhận giải 2 lần. Tạp chí TV Guide cũng xếp chương trình ở vị trí thứ 7 trong Bảng Xếp Hạng vinh danh 50 chương trình trò chơi truyền hình nổi tiếng nhất mọi thòi đại tại Mỹ do Tạp chí lập ra vào năm 2001, và sau đó là vị trí thứ 6 trong Bảng Xếp Hạng vinh danh 60 chương trình ăn khách nhất, cũng do tạp chí này lập ra. Đài GSN xếp chương trình vào vị trí thứ 5 trong danh sách 50 chương trình trò chơi truyền hình nổi tiếng nhất mọi thời đại do Đài này lập ra vào tháng 8 năm 2006. Sau đó chương trình được vinh danh trong loạt phim tài liệu Gameshow Hall of Fame của Đài này.

### Tranh cãi, bê bối

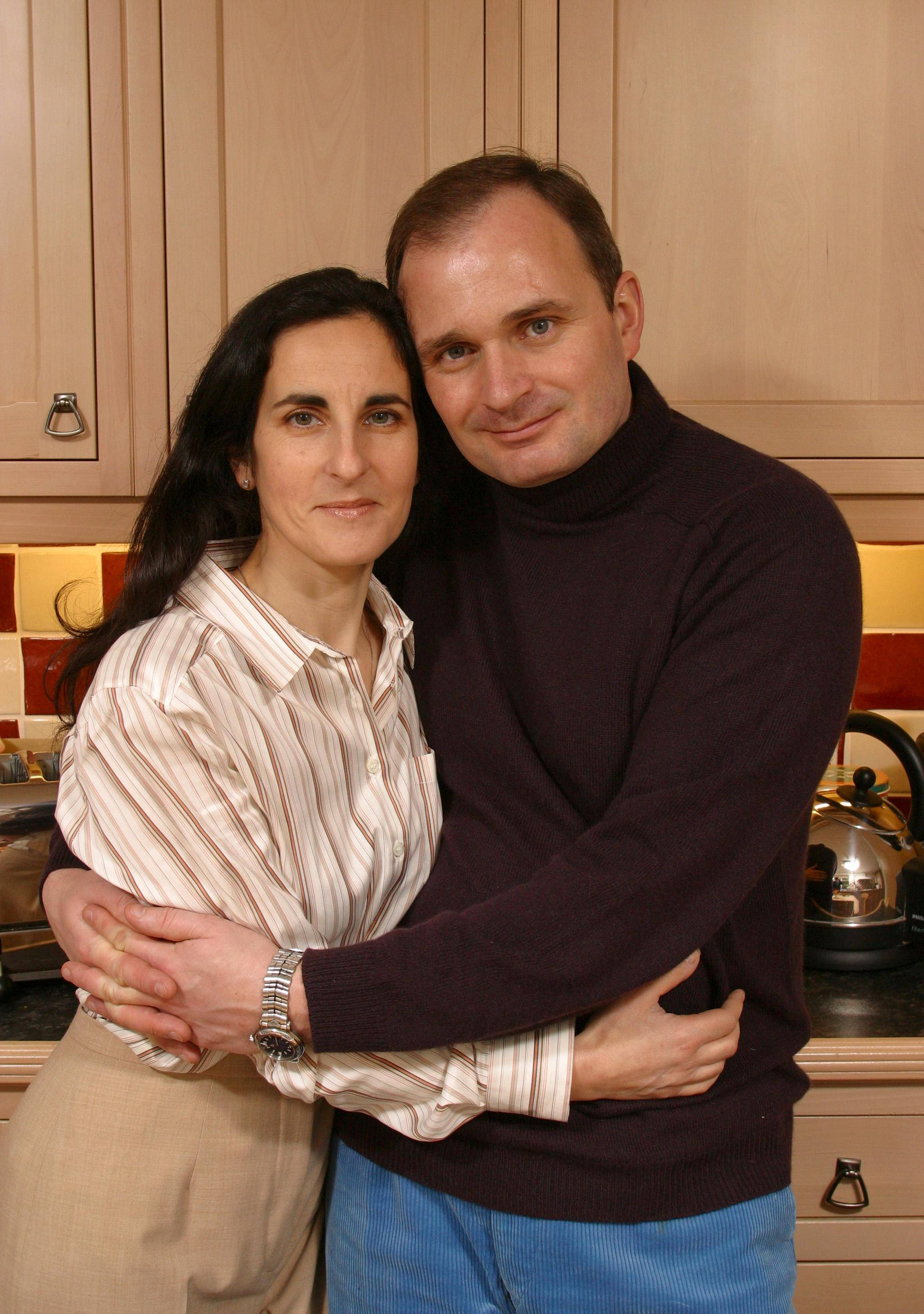
Charles Ingram và vợ ông Diana vào tháng 8 năm 2006

Vào tháng 4 năm 2003, một người chơi của Phiên bản Anh và Bắc Ireland là thiếu tá trong Quân đội Vương quốc Anh và Bắc Ireland tên Charles Ingram, cùng vợ của ông tên Diana (là người đồng hành với Charles theo dõi phần thi của ông khi ông là người chơi), và một vị giảng viên đại học tên Tecwen Whittock (là người chơi vào chương trình phát sóng mà Charles được trở thành người chơi) đã bị kết tội gian lận để trở thành "Triệu phú" của chương trình vào tháng 9/2001. Cụ thể, Whittock đã ngầm giúp Charles trả lời đúng các câu hỏi bằng những tiếng ho của mình. Diana được xem là biết đến việc này nhưng đã có hành động bao che. Trong chương trình phát sóng hôm đó, Charles đã trả lời đúng hết 15 câu hỏi, trở thành một trong những "Triệu phú" hiếm hoi của chương trình, và nhận được tờ séc trị giá 1.000.000 Bảng Anh. Tuy nhiên, thái độ được coi là khác lạ của Whittock so với những khán giả, những người chơi, Charles và MC lúc Charles được vinh danh là "Triệu phú" khiến Ban Tổ chức nghi ngờ. Họ giữ chân cả ba người ở lại sân khấu, sau hậu trường và gọi điện cho cảnh sát đến điều tra. Luật sư bào chữa cho Whittock đưa ra lý lẽ rằng những tiếng ho của Whittock không cố ý người này tạo nên, mà là ảnh hưởng bởi điều kiện không khí và nhiệt độ bên trong sân khấu. Tuy nhiên, cả ba đều bị kết tội sau đó. Charles bị đuổi khỏi quân đội và bị rút toàn bộ danh hiệu "Triệu phú" cùng tờ séc 1.000.000 Bảng. Sau một thời gian tranh cãi trong dư luận, Đài ITV cho phát sóng bộ phim tài liệu do Đài này tự làm. Trong phim, Đài đã đưa ra toàn bộ bằng chứng gian lận qua cuốn băng ghi hình và thu âm sân khấu phần chơi của Charles, trong đó có xuất hiện những tiếng ho xen lẫn lời tư vấn kết quả của Whittock.
Ngoài vụ lùm xùm của Charles Ingram, hầu như các phiên bản của chương trình trên khắp thế giới (trong đó có Việt Nam) đã từng đối mặt với không ít các tranh cãi, lùm xùm liên quan đến gian lận, hay những chỉ trích về việc chương trình đôi khi cố ý đưa ra các câu hỏi, phương án trả lời không có nội dung rõ ràng; hay các câu hỏi, phương án trả lời có nội dung phản cảm, không phù hợp,... Thậm chí cũng đã có nhiều trường hợp người chơi trả lời sai câu hỏi, nhưng sau đó lại có những thông tin và bằng chứng cho thấy chương trình đã sai khi đưa ra đáp án đúng.

## Xuất hiện trong các sản phẩm khác

### Hàng lưu niệm

#### Cờ
Ba bộ cờ với thể thức chơi mô phỏng chương trình được phát hành tại Anh năm 1998. Sau đó, xuất hiện phiên bản hướng đến đối tượng trẻ em thanh thiếu niên của bộ cờ này vào năm 2001. Hãng sản xuất đồ chơi Pressman Toy Corporation của Mỹ cũng xuất bản hai bộ cờ với thể thức chơi mô phỏng chương trình và bán ra trên thị trường Mỹ vào năm 2000. Một bộ cờ mô phỏng Phiên bản Ghế Nóng tại Úc được sản xuất bởi hãng UGames; Hasbro thì làm bộ cờ dành riêng cho thị trường Ý; và Đài TF1 của Pháp thì sản xuất bộ cờ bán ra trên thị trường Pháp.

#### Bài kết hợp với DVD
Một bộ đồ chơi dưới dạng bài thi đấu với thể thức chơi mô phỏng chương trình được Tiger Electronics cho ra mắt vào năm 2000.

##### Cấu tạo
- Các lá bài: Gồm 12 lá bài, ứng với các lựa chọn đáp án A, B, C, D, trợ giúp hoặc dừng cuộc chơi (mỗi lựa chọn có 2 lá bài cho 2 người chơi).
- Đĩa DVD: 6 đĩa DVD chiếu chương trình phát sóng ảo phục vụ trò chơi theo nguyên tác của Phiên bản Phát sóng Chính thức tại Vương quốc Liên hiệp Anh và Bắc Ireland, với dẫn chương trình trong chương trình ảo là Chris Tarant, được phát hành bởi Zoo Digital Publishing[69] và Universal Studios Home Entertainment trong khoảng thời gian từ 2002 – 2008. Đến năm 2008, Imagination Games làm đĩa DVD phục vụ trò chơi lấy nguyên tác từ Phiên bản Phát sóng Chính thức tại Mỹ trên truyền hình từ năm 2004-2008, với Viera làm dẫn chương trình trong chương trình ảo.[70] Bộ bài này còn kèm theo cả sách câu hỏi [71] và một bộ lịch vi tính năm 2009.[72]

##### Luật chơi
Trò chơi được chia ra làm 2 phe (mỗi phe phải có ít nhất 1 người). Mỗi phe sẽ được hóa thân làm một "NCC" tham gia phần thi chính thức của chương trình. Mỗi "NCC" sẽ được cung cấp 6 lá bài ứng với 6 lựa chọn đã nêu ở trên.
Tất cả những người tham gia trò chơi không được phép sử dụng bất kỳ phương tiện, công cụ tìm kiếm thông tin nào như trong luật chơi của chương trình.
Sau khi đã chuẩn bị sẵn sàng và mỗi "NCC" được đảm bảo tuân theo luật, trọng tài sẽ đưa một chiếc đĩa DVD kèm theo bộ bài vào trong máy đọc đĩa và chiếu lên màn hình. Tiến độ của trò chơi phụ thuộc vào nội dung bên trong chiếc đĩa DVD này. Một tập phát sóng ảo của chương trình sẽ được phát sóng xuyên suốt với phần đồ họa, sân khấu, dẫn chương trình, khán giả, kịch bản y hệt như tập phát sóng thật trên truyền hình. Chỉ có điều, phần chơi "Bấm bàn phím nhanh" được loại bỏ. Sau khi dẫn chương trình trên màn hình nói sơ qua luật chơi, phần chơi bắt đầu. Câu hỏi thứ nhất được hiện lên. Mỗi "NCC", trong một khoảng thời gian nhất định, sẽ suy nghĩ đưa ra phương án trả lời của mình bằng cách giơ lên một lá bài tương ứng với sự lựa chọn của mình. Trong qua trình suy nghĩ trả lời, "NCC" không được trao đổi, giao tiếp lẫn nhau. Hết thời gian suy nghĩ, màn hình sẽ hiện lên dòng thông báo, hỏi xem có ai sử dụng lá bài tượng trưng cho phương án dùng quyền trợ giúp hay không. Nếu có, màn hình sẽ tiếp tục hiện lên thông báo để hỏi "NCC" nào cần dùng quyền trợ giúp. Mỗi "NCC" sẽ được cấp đầy đủ 3 quyền trợ giúp tiêu chuẩn. Tuy nhiên, vì vốn là chương trình phát sóng ảo, nên sẽ có sự khác biệt khi sử dụng những quyền trợ giúp mà máy tính không thực hiện. Cụ thể, khi chọn quyền trợ giúp "Gọi điện thoại cho người thân", màn hình sẽ hiện lên 3 người thân ảo. Bên dưới tên của ba người này sẽ là thông tin về các lĩnh vực họ giỏi nhất. "NCC" sẽ suy luận chủ đề câu hỏi để chọn người phù hợp. Sau khi đã chọn xong, màn hình sẽ phát cảnh người dẫn chương trình gọi và trò chuyện với người đó, sau đó người đó sẽ tư vấn đáp án cho "NCC" trong vòng 10 giây, không có một đoạn hội thoại nào xảy ra ở đây cả. Còn khi chọn quyền trợ giúp "Hỏi ý kiến khán giả", màn hình sẽ hiện lên cảnh các khán giả trong trường quay bấm phương án trả lời vào máy khảo sát, các con số thống kê sau đó sẽ do máy tính quyết định. Thường thì ở những câu hỏi đầu, đáp án đúng luôn được "khán giả" chọn nhiều nhất. Ở những câu hỏi có mức tiền cao hơn, việc này có thể không xảy ra. Sau khi "NCC" sử dụng xong quyền trợ giúp, màn hình sẽ hiện lên thông báo hỏi "NCC" đó xem có dùng thêm quyền trợ giúp nào nữa không. Mỗi câu hỏi, chỉ có một "NCC" được sử dụng quyền trợ giúp. Chính vì thế, trong trường hợp cả hai "NCC" đều chọn quyền trợ giúp, trọng tài có thể tổ chức một trò chơi nhỏ để chọn người được phép dùng quyền trợ giúp hoặc hai bên có thể hội ý để thống nhất sử dụng chung quyền trợ giúp. Sau khi không còn ai sử dụng quyền trợ giúp, người dẫn chương trình sẽ công bố đáp án đúng của câu hỏi. Sau đó, màn hình sẽ hiện lên câu hỏi có ai trả lời sai hay không, câu hỏi này sẽ được hiển thị hai lần trong trường hợp có ít nhất một "NCC" trả lời sai để đề phòng trường hợp cả hai "NCC" trả lời sai. Sau đó, màn hình sẽ lại hiện lên câu hỏi có ai trong lúc suy nghĩ trả lời câu hỏi có giơ thẻ tượng trưng cho quyền dừng cuộc chơi hay không. Câu hỏi này cũng sẽ được hiển thị hai lần trong trường hợp có một "NCC" dừng cuộc chơi để đề phòng việc cả hai quyết định dừng cuộc chơi.
Trò chơi được coi là kết thúc khi:
- Cả hai "NCC" đều giơ lá bài tượng trưng cho quyền dừng cuộc chơi
- Cả hai "NCC trả lời sai câu hỏi
- Ít nhất một "NCC" trả lời đúng hết 15 câu hỏi

Một "NCC" được coi là chiến thắng khi:
- Duy nhất trả lời đúng hết 15 câu hỏi
- "NCC" còn lại trả lời sai hoặc dừng cuộc chơi ở bất kỳ câu hỏi nào (trong trường hợp chưa đến câu hỏi thứ 15, người chiến thắng sẽ tiếp tục phần chơi của mình để tìm ra mức tiền thưởng cuối cùng người này đạt được)

Cả hai "NCC" được coi là hòa khi:
- Đều trả lời sai, dừng cuộc chơi ở cùng một câu hỏi
- Đều trả lời đúng hết 15 câu hỏi

Ngoài ra, trọng tài có thể phân định thắng-bại trong trò chơi dựa vào giá trị tiền thưởng cuối cùng mà các "NCC" giành được.

### Trò chơi trên vi tính và máy chơi trò chơi
Năm phiên bản trò chơi mô phỏng phiên bản tại Vương quốc Anh và Bắc Ireland dành riêng cho máy tính cá nhân và máy chơi trò chơi PlayStation của hãng Sony, được sản xuất và bán ra thị trường bởi Hothouse Creations và Eidos Interactive. Từ năm 1999 đến 2001, Jellyvision sản xuất 5 phiên bản trò chơi cũng tích hợp để chơi trên máy tính cá nhân và máy chơi trò chơi PlayStation mô phỏng phiên bản Mỹ dành cho thị trường nước này, tất cả phiên bản đều tích hợp giọng đọc câu hỏi và chạy chương trình của dẫn chương trình Philbin. Phiên bản dầu tiên được bán ra thị trường bởi Disney Interactive, bốn phiên bản sau đó được bán ra bởi Buena Vista Interactive. Trong 5 phiên bản trò chơi này, có ba phiên bản áp dụng các câu hỏi có độ khó như trong chương trình phát sóng trên truyền hình, một Phiên bản tích hợp toàn bộ các câu hỏi liên quan đến chủ đề thể thao, và một phiên bản "Kids Edition" với các câu hỏi có độ khó thấp hơn dành cho trẻ em. Trong hai năm 2010 và 2011, có hai phiên bản trò chơi mô phỏng phiên bản Mỹ do Ludia cùng với Ubisoft sản xuất và phát hành. Phiên bản đầu tiên của trò chơi được tích hợp để chơi trên dòng máy chơi trò chơi Wii và DS của hãng Nintendo mô phỏng Phiên bản Thời gian phát sóng trên truyền hình từ năm 2008-2010. Phiên bản thứ hai của trò chơi được tích hợp để chơi trên dòng máy Xbox360 của hãng Microsoft mô phỏng phiên bản Trộn của chương trình.
Ludia cũng cho xuất bản một trò chơi trực tuyến chơi trên mạng xã hội Facebook mô phỏng Phiên bản Trộn dành riêng cho các tài khoản Facebook có máy chủ đặt tại các nước Bắc Mỹ từ năm 2011 đến 2016. Trong trò chơi này, sẽ có 8 "NCC", tương đương 8 tài khoản Facebook cùng chơi trực tuyến Vòng 1. Các câu hỏi sẽ giới hạn thời gian suy nghĩ trả lời. Sau khi công bố đáp án đúng và giá trị tiền thưởng tương ứng, giá trị tiền thưởng này sẽ nhân lên với số "NCC" trả lời sai, đó là giá trị tiền thưởng tương ứng cho câu hỏi đó dành cho "NCC" trả lời đúng. Sau Vòng 1, ba "NCC" có số tiền thưởng cao nhất sẽ được chơi miễn phí và độc lập Vòng 2. Những "NCC" còn lại muốn chơi vòng 2 phải chuyển khoản một số tiền nhỏ như lệ phí chơi.

### Khu trò chơi

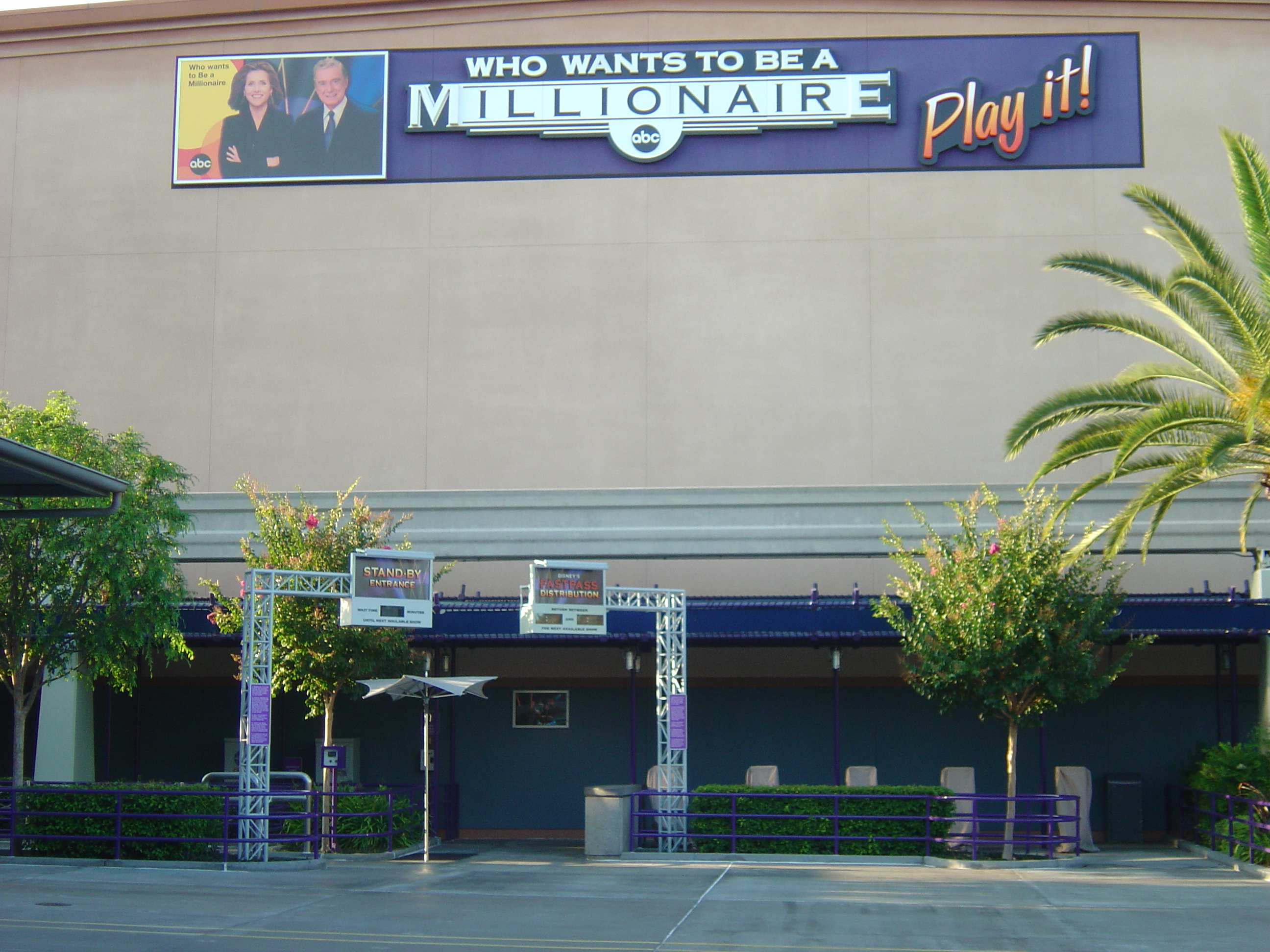

Một khu trò chơi lấy bối cảnh chương trình là Who Wants to Be a Millionaire – Play It! (Ai Muốn Được Trở Thành Triệu Phú – Cứ Chơi Đi!), được đặt tại Disney-MGM Studios (nay là Disney's Hollywood Studios) trong khuôn viên Walt Disney World Resort, Orlando, Florida và tại Disney California Adventure Park ở Anaheim, California. Cả hai khu trò chơi này đều được mở cửa cho công chúng vào năm 2001. Không lâu sau đó, khu trò chơi ở California bị đóng cửa và dỡ bỏ vào năm 2004, và khu trò chơi ở Florida cũng chỉ tồn tại đến năm 2006 thì bị đóng cửa và dỡ bỏ để xây dựng một khu trò chơi thay thế dựa trên bộ phim hoạt hình điện ảnh nổi tiếng Toy Story.
Các du khách tham gia vào khu trò chơi sẽ được hóa thân thành người chơi và sẽ tham gia vào một chương trình phát sóng ảo y hệt như chương trình phát sóng trên truyền hình thật. Chỉ khác là, trong phần thi của NCC, các câu hỏi sẽ bị giới hạn thời gian suy nghĩ trả lời; giá trị tiền thưởng ở mỗi câu chỉ là ảo; quyền trợ giúp "Gọi điện thoại cho người thân" sẽ được thay thế bằng quyền trợ giúp "Gọi điện thoại cho người lạ", theo đó NCC sẽ được kết nối với một nhân viên của khu trò chơi và người này sẽ tìm một người nào đó bất kỳ và nhờ họ tư vấn đáp án; kết thúc trò chơi, người chơi có thể nhận được các phần thưởng ngẫu nhiên khác nhau từ hàng lưu niệm cho đến một chuyến đi trên du thuyền hạng sang của hãng tàu Disney Cruise Line.